# 日工
日工株式会社（にっこう NIKKO CO., LTD.）は、アスファルトプラント・生コンクリートプラント等の建設機械、コンベヤ等の産業機械、破砕機、仮設足場、防水板、ショベル等の製造・販売を行う企業である。本社を兵庫県明石市大久保町江井島に置く。

## 概要
1919年（大正8年）、鈴木商店工事部門関係者が中心となって設立した土農工具製造会社「日本工具製作株式会社」を前身とする。鈴木商店からの出資は受けないものの、創業時の役員には、鈴木商店出身の奥田良三（元工事部会計課長）が代表取締役専務として実質経営を担った他、鈴木商店の工事部長・次長が相談役として支援、株主の多くは鈴木商店役員・幹部、鈴木商店関係会社や取引先が占め、分社化に近い形での船出となった。鈴木商店本店に近い神戸市栄町に本社を、明石郡明石町（現在の兵庫県明石市）に工場を設けて事業を開始した。1968年（昭和43年）に現社名に変更し、現在に至る。
トンボ印ショベル、スコップ、ツルハシの土農工具、建築用金物類の製造から出発し、建設機械の製造、各種プラントの製造へ進出した。今日では、アスファルトプラント・生コンクリートプラント（バッチャープラント）等、土木用大型プラントの製造販売を主力事業とし、コンベア搬送システム、排熱エネルギー活用装置等の環境関連装置にも力を注いでいる。

## 沿革
- 1919年（大正8年）8月 - 日本工具製作株式会社を設立。トンボ印ショベル・スコップの製造販売を開始。
- 1938年（昭和13年）5月 - 第3工場（現・トンボ工業）を新設。
- 1949年（昭和24年）5月 - 大阪証券取引所に上場。
- 1951年（昭和26年）12月 - コンクリートミキサ・ウインチなどの建設機械の製造を開始。
- 1956年（昭和31年）4月 - バッチャープラントの製造を開始。
- 1958年（昭和33年）10月 - アスファルトプラントの製造を開始。
- 1960年（昭和35年）3月 - 株式会社市石工業所（現・日工マシナリー）に資本参加。
- 1961年（昭和36年）5月 - 明石市大久保町江井島にて、敷地10万m2の総合建設機械工場の建設に着手（現・本社工場及び本社）。
- 1962年（昭和37年）
  - 5月 - 東京証券取引所第一部に上場。
  - 7月 - パイプサポートの製造を開始。
- 1963年（昭和38年）11月 - パイプ足場の製造を開始。
- 1966年（昭和41年）10月 - 各種コンベヤの製造を開始。
- 1967年（昭和42年）10月 - 日工株式会社（現・日工興産）を設立。
- 1968年（昭和43年）2月 - 日本工具製作から日工株式会社に社名変更。
- 1971年（昭和46年）5月 - 日工電子工業株式会社を設立。
- 1979年（昭和54年）3月 - ドラムミキシングアスファルトプラントの製造を開始。
- 1983年（昭和58年）9月 - 水門の製造を開始。日工ゲート株式会社（現・日工マシナリー）に資本参加。
- 1991年（平成3年）10月 - 開発技術センター（明石）を新築（現・研究開発センター）。
- 1993年（平成5年）12月 - ベニングホーヘン（有・合）（ドイツ）に資本参加。
- 1994年（平成6年）
  - 2月 - ニッコーバウマシーネン（ドイツ）を設立。
  - 4月 - トンボ工業株式会社を設立。
  - 4月 - 飲料容器の再資源化プラントの製造を開始。
- 1995年（平成7年）4月 - 日工セック株式会社を設立。
- 1997年（平成9年）
  - 2月 - 台北支店を開設。
  - 4月 - 日工マシナリーが日工製作所を吸収合併。
- 1998年（平成10年）8月 - ISO9001の認証取得。
- 2000年（平成12年）
  - 4月 - 執行役員制を導入。
  - 4月 - 油汚染土壌浄化システムの製造・販売を開始。
- 2001年（平成13年）
  - 3月 - 廃プラスチック処理システムの製造・販売を開始。
  - 4月 - 中国現地法人として日工（上海）工程機械有限公司を設立。
- 2002年（平成14年）
  - 5月 - ISO14001の認証取得。
  - 5月 - 独・Bilfinger Berger Umwelt社と汚染土壌浄化事業で業務提携。
  - 7月 - 株式会社新潟鐵工所よりアスファルトプラント事業関連部門の財産を譲受。
- 2004年（平成16年）
  - 11月 - 日工（上海）工程機械有限公司、上海市嘉定工業区への工場新設及び移転。
  - 12月 - 東京本社を移転。
- 2006年（平成18年）
  - 8月 - エヌ・ディー・シー株式会社（現・日工ダイヤクリート）を設立。
  - 10月 - 日工ダイヤクリートが三菱重工業のコンクリートポンプ関連部門から事業を譲受。
- 2007年（平成19年）10月 - コンクリートポンプ車の製造を開始。
- 2008年（平成20年）4月 - 株式会社前川工業所の全株式を取得し、子会社化。
- 2010年（平成22年）1月 - 山推工程機械股份有限公司（中国）及び武漢中南工程機械設備有限責任公司（中国）との間で合弁会社設立の基本合意。
- 2011年（平成23年）4月 - 山推日工建設機械有限公司が湖北省武漢市に新工場を建設（敷地約37万m²）。
- 2012年（平成24年）10月 - 日工ダイヤクリートを吸収合併し、コンクリートポンプ事業を集約。
- 2013年（平成25年）10月 - 千葉県市川市に湾岸サービスステーションを開設。
- 2015年（平成27年）3月 - 山推日工建設機械有限公司（山推楚天工程機械有限公司）への出資持分を、北京盛天弘成套設備有限公司に譲渡し合弁を解消（業務提携・技術提携は継続）。
- 2016年（平成28年）4月 - 埼玉県さいたま市に関東支店を開設。
- 2019年（令和元年）8月 - 創立100周年を迎える。